# Psorya
Psorya là một chi bướm đêm thuộc họ Erebidae.